# Patrick Wessely
Patrick Wessely (Vienna, 27 marzo 1994) è un calciatore austriaco, difensore del SC Wiener Viktoria.

## Caratteristiche tecniche
È un terzino sinistro.

## Carriera
Cresciuto nelle giovanili dell'Admira Wacker M., ha esordito in prima squadra il 3 agosto 2013 in occasione del match perso 7-1 contro il Grödig.